# Shaun MacDonald
Shaun Benjamin MacDonald (Swansea, Wales, 1988. június 17. –) walesi válogatott labdarúgó, aki jelenleg a Bournemouth-ban játszik, középpályásként. 2010-ben mutatkozott be a válogatottban.

## Pályafutása

### Swansea City
MacDonald Swansea városában született és a helyi Swansea City ifiakadémiáján kezdett el futballozni. A felnőtt csapatban 2005. augusztus 31-én, a Reading ellen mutatkozott be, egy 3-1-re elveszített Ligakupa-meccsen. Első szezonjában minden sorozatot egybevéve 13 mérkőzésen lépett pályára, többek között négy alkalommal a Football League Trophy-ban, melyet csapata végül meg is nyert.
Első góljait 2008. június 12-én, egy Brentford elleni Ligakupa-meccsen szerezte, melyet az ő két találatával nyert meg a Swansea 2-0-ra. A szezon során mindössze hatszor kapott játéklehetőséget, ezért 2009. január 27-én kölcsönadták a harmadosztályban szereplő Yeovil Townnak. Első mérkőzésén győztes gólt szerzett a Huddersfrield Town ellen. Végül összesen négy bajnokin szerepelt a klubnál és két gólt lőtt.
Miután mindössze három mérkőzést játszott a Swansea-ben a 2009/10-es idény elején, 2009. szeptember 21-én ismét kölcsönvette a Yeovil, ezúttal három hónapra. A kölcsönperiódus lejártáig 12 mérkőzést játszott és kétszer volt eredményes. Visszatérése után a Yeovil ismét felkereste a Swansea Cityt, hogy a szezon végéig kölcsönvehesse MacDonaldot. Az egyezség 2009. december 31-én jött létre, az évad végéig 19 bajnokin szerepelt a klub színeiben, egy gólt lőve.
2010 augusztusában fél szezonra kölcsönvette a Yeovil, immár negyedik alkalommal, majd 2011. március 17-én ismét a zöld-fehér klubhoz került, a szezon végéig. 2011 március 26-án megszerezte pályafutása első mesterhármasát, a Leyton Orient 5-1-es legyőzése során.

### Bournemouth
MacDonald 2011. augusztus 25-én a Bournemouth-hoz igazolt, egyes értesülések szerint a klub 125 ezer fontot fizetett érte. Öt nappal később, egy Hereford United elleni Football League Trophy-mérkőzésen első gólját is megszerezte. Első bajnoki találatára 2012. április 21-ig kellett várni, melyet a Colchester United ellen szerzett. A 2014/15-ös szezonban ötször lépett pályára, amikor a Bournemouth megnyerte a bajnokságot és feljutott a Premier League-be. Az élvonalban 2015. október 17-én kapott először lehetőséget, a Manchester City ellen csereként beállva.

## Válogatott pályafutása
MacDonald öt alkalommal szerepelt a walesi U19-es és 25-ször az U21-es válogatottban. A felnőtt válogatottba először 2009 júniusában, egy Azerbajdzsán elleni vb-selejtezőre kapott meghívót, de nem küldték pályára. Végül 2010. október 12-én, Svájc ellen debütált. Második válogatott mérkőzésére 2015-ig, egy Izrael elleni Eb-selejtezőig kellett várnia.

## Sikerei

### Swansea City
- A Football League Trophy győztese: 2005/06

### Bournemouth
- A Football League One második helyezettje: 2011/12
- A Football League Championship bajnoka: 2014/15

## Külső hivatkozások
- Shaun MacDonald pályafutásának statisztikái a Soccerbase oldalon (angolul)